# مورین ممدو
مورین ممدو (انگلیسی: Maureen Mmadu؛ زادهٔ ۷ مهٔ ۱۹۷۵) بازیکن فوتبال اهل نیجریه است.
از باشگاه‌هایی که در آن بازی کرده‌است می‌توان به باشگاه فوتبال لینشوپینگ و کیوب ایکو اشاره کرد.
وی همچنین در تیم ملی فوتبال زنان نیجریه بازی کرده‌است.